# الحد من الفقر

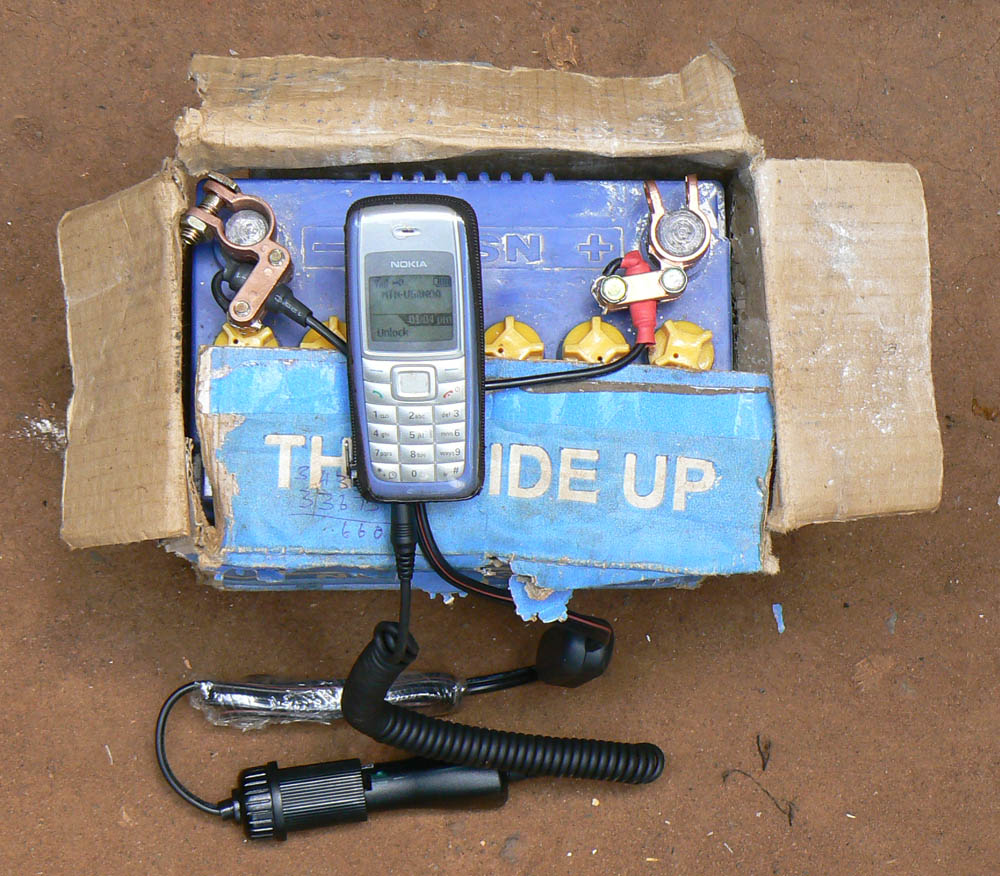
تساعد تكنولوجبا المعلومات والاتصالات أغراض التنمية في مكافحة الفقر. يتم شحن الهاتف المحمول من بطارية السيارة في أوغندا.

الحد من الفقر، أو التخفيف من حدّة الفقر، هو مجموعة من التدابير الاقتصادية منها والإنسانية، بهدف إخراج الناس من الفقر بشكل دائم.
إن التدابير، كتلك التي يروج لها هنري جورج في كتابه «التقدّم والفقر»، الاقتصادي الكلاسيكي، هي تلك التي تثير أو تهدف إلى إثارة سبل تمكين الفقراء من خلق ثروة لأنفسهم كوسيلة لإنهاء الفقر إلى الأبد. في العصر الحديث، يقترح خبراء اقتصاديّون مختلفون داخل الحركة الجورجيّة، تدابير مثل ضريبة قيمة الأرض لتعزيز الوصول إلى العالم الطبيعي للجميع. الفقر يحدث في كل من البلدان النامية، ويتخذ كلا النوعين من البلدان تدابير للحد من الفقر.
لقد تمّ قبول الفقر تاريخيّاً في بعض أجزاء العالم على أنّه أمر لا مفرّ منه حيث أنّ الاقتصادات غير الصناعيّة لم تنتج إلا القليل جدّاً بنفس الوقت الذي ازداد فيه عدد السكّان بسرعة كبيرة، مما جعل الثروة شحيحة.

كتب جيفري باركر: 
يتم الحدّ من الفقر بشكل كبير نتيجةً للنمو الاقتصادي العام. كان نقص الغذاء شائعاً قبل التكنولوجيا الزراعيّة الحديثة وفي الأماكن التي تفتقر إليها اليوم، مثل الأسمدة النيتروجينية والمبيدات وأساليب الري. أدّى فجر الثورة الصناعيّة إلى نمو اقتصادي عالٍ، والقضاء على الفقر الجماعي في ما يعتبر الآن العالم المتقدّم الناتج المحلّي الإجمالي العالمي للفرد الواحد خلال القرن العشرين. في عام 1820، كان 75% من البشر يعيشون على أقل من دولار واحد في اليوم، بينما في عام 2001، انخفضت النسبة إلى 20%.
اليوم، التنمية الاقتصادية المستمرّة مقيّدة بسبب الافتقار إلى الحرّيات الاقتصاديّة. يتطلّب التحرير الاقتصادي توسيع حقوق الملكيّة للفقراء، وخاصةً الأراضي. يمكن توفير الخدمات المالية، لاسيّما المدّخرات للفقراء، من خلال التكنولوجيا، مثل الخدمات المصرفيّة عبر الهاتف المحمول. المؤسّسات غير الفعّالة، والفساد، وعدم الاستقرار السياسي يمكن أيضاً أن تكون سبباً في تثبيط الاستثمارات. يساعد الدعم الحكومي في الصحّة والتعليم والبنية التحتيّة، كما يساعد في النمو والازدهار من خلال زيادة رأس المال البشري والمادّي.
ينطوي تخفيف الفقر أيضاً على تحسين الظروف المعيشيّة للأشخاص الفقراء أصلاً. المساعدات، لاسيّما في المجالات الطبيّة والعلميّة، أمر أساسي في توفير حياة أفضل، مثل الثورة الخضراء والقضاء على الجدري. تشمل المشاكل المتعلّقة بالمعونة الإنمائيّة الحاليّة نسبة عالية من المعونات المحدودة التي تفرض على الدول شراء منتجات غالباً تكون غالية الثمن ومصدرها حصراً البلدان المانحة لهذه المعونات.

## التحرير الاقتصادي

الهدف الأول من أهداف التنمية المستدامة للأُمم المتحدة هو القضاء على الفقر.

ادّعى بعض المعلّقين أنّه بسبب التحرّر الاقتصادي، فإن الفقر في العالم سيأخذ في الارتفاع بدلاً من الانخفاض. والبيانات التي يقدّمها البنك الدولي، والتي تظهر أن الفقر في تناقص، هي بيانات معيبة. كما يجادلون بأن توسيع حماية حقوق الملكيّة للفقراء هو واحد من أهم استراتيجيّات الحدّ من الفقر التي يمكن لأية دولة أن تنقذها. تأمين حقوق الملكيّة للأراضي الذي هو أكبر رصيد لمعظم المجتمعات، أمر حيويّ لحريّتهم الاقتصاديّة. يخلص البنك الدولي إلى أن زيادة حقوق الأراضي هي «مفتاح الحد من الفقر»، مشيرة إلى أن حقوق الأراضي تزيد إلى حد كبير من من ثروة الفقراء، وفي بعض الحالات تضاعفها.
تشير التقديرات إلى أن اعتراف الدولة بممتلكات الفقراء سيعطيهم ثروات أكبر ب40 مرة من المعونات الأجنبيّة منذ عام 1945. على الرغم من اختلاف النهج، قال البنك الدولي أن القضايا الرئيسيّة هي ضمان الحيازة وضمان كون معاملات الأراضي منخفضة التكاليف. في الصين والهند شهدت تخفيضات ملحوظة في الفقر في العقود الأخيرة في الغالب نتيجة التخلّي عن الزراعة الجماعيّة في الصين وقطع الروتين الحكومي في الهند.
يمكن أن تتسبب نتائج المؤسسات غير الفعالة، والفساد، وضعف سيادة القانون والأعباء الديمقراطية المفرطة في إبعاد المؤسسات الجديدة والاستثمارات الأجنبية. يتطلب فتح شركة في كندا يومين وإجراءين بيروقراطيين و280 دولارًا، بينما يتوجب على المتعهد في بوليفيا أن يدفع رسوم قدرها 2696 دولارًا أمريكيًا، وينتظر 82 يوم عمل ويمر بعشرين إجراء ليقوم بالشيء نفسه. تصب هذه الحواجز المكلفة جدًا في صالح الشركات الكبيرة على حساب الشركات الصغيرة حيث يتم خلق معظم فرص العمل. كان على الشركات في الهند أن ترشي مسؤولي الحكومة من أجل إجراءات روتينية فقط قبل الإصلاحات الاقتصادية، وقد كان ذلك في الواقع ضريبة على الأعمال.
مع ذلك، يتم أحيانًا الدفاع عن إنهاء رعاية الحكومة للبرامج الاجتماعية على أنه مبدأ من مبادئ السوق الحرة له عواقب مأساوية. على سبيل المثال، يضغط البنك العالمي على الدول الفقيرة من أجل إلغاء معونات الأسمدة التي لا يستطيع العديد من المزارعين شراءها بأسعار السوق. دعت إعادة تشكيل التمويل العام في الدول السوفييتية السابقة أثناء انتقالها إلى اقتصاد السوق، إلى خفض الإنفاق على الصحة والتعليم، مما أدى إلى زيادة الفقر بشكل حاد.
يزيد تحرير التجارة من إجمالي فائض الدول التجارية. الحوالات المالية المرسلة إلى الدول الفقيرة كالهند تكون أحيانًا أكبر من الاستثمارات المباشرة الأجنبية، ويبلغ إجمالي التحويلات أكثر من ضعفي المساعدات المتدفقة من دول منظمة التعاون الاقتصادي والتنمية. ساعدت الاستثمارات الأجنبية وصناعات التصدير في دعم التوسع الاقتصادي للدول الآسيوية سريعة النمو. من ناحية ثانية، تعد قوانين التجارة غير عادلة في كثير من الأحيان لأنها تحظر الوصول إلى أسواق الدول الغنية وتمنع الدول الفقيرة من دعم صناعاتها. يفرض على المنتجات المصنعة من الدول الفقيرة رسوم جمركية أعلى في موانئ الدول الغنية، على عكس المواد الخام. وجدت دراسة أجرتها جامعة تورنتو أن إسقاط الرسوم الجمركية عن آلاف المنتجات من الدول الأفريقية بسبب قانون النمو والفرص الأفريقي كان سببًا مباشرًا في الزيادة «الكبيرة المفاجئة» في الواردات من أفريقيا.
يمكن التفاوض على بعض الصفقات في بعض الأحيان لصالح الدول النامية كما هي الحال في الصين، حيث تجبر القوانين الشركات الأجنبية متعددة الجنسية على تدريب منافسيها الصينيين المستقبليين في الصناعات الاستراتيجية لتجعل نفسها بذلك فائضة عن الحاجة على المدى البعيد. يجبر قانون الواحد وخمسين بالمئة في تايلند الشركات الأجنبية متعددة الجنسية بدء عملياتها في تايلاند بإعطاء 51 بالمئة من السيطرة لشركة تايلندية في مشروع مشترك. إضافة إلى ذلك، يدعو الهدف 17 من أهداف التنمية المستدامة للأمم المتحدة إلى احترام قيادة الدول لتنفيذ سياسات القضاء على الفقر وتحقيق التنمية المستدامة.

## رأس المال والبنية التحتيّة والتكنولوجيا
يتحقق النمو الاقتصادي على المدى الطويل لكل شخص من خلال زيادة رأس المال (العوامل التي تزيد الإنتاجيّة)، سواء البشريّة أو المادّيّة، والتكنولوجيا. هناك حاجة إلى تحسين رأس المال البشريّ، على شكل الصحّة من أجل تحقيق النمو الاقتصادي. الأمم لا تحتاج بالضرورة إلى ثروة من أجل الحصول على صحة جيّدة. على سبيل المثال، كان معدّل وفيّات الأمّهات في سيريلانكا 2% في ثلاثينيّات القرن العشرين، أي أعلى من أي دولة اليوم. تم تخفيض النسبة إلى 0.5-0.6% في خمسينات القرن الماضي. مع ذلك يتم تقليل الإنفاق على صحة الأمهات في كل عام أكثر من العام الذي يسبقه، لأنه تم معرفة الطرق الناجحة والطرق غير الناجحة في هذا المجال.
قد يكون من الصعب معرفة مدى فعالية تكاليف تدخلات الرعاية الصحية، لكن التدابير التثقيفية موجودة لنشر ما هو متاح من أعمال، مثل مشروع أولوية مكافحة الأمراض. يعد التشجيع على غسل اليدين واحدًا من أكثر التدخلات الصحية فعالية من حيث التكلفة ويمكن أن يخفض من عدد الوفيات الناجمة عن أمراض الطفولة الرئيسية مثل الإسهال والالتهاب الرئوي، إلى النصف.
يعد رأس المال البشري، عندما يأخذ شكل التعليم، أحد المحددات الأكثر أهمية من رأس المال المادي لتحديد النمو الاقتصادي. يكلف الأطفال الذين يعانون من الديدان نحو 50 سنت لكل طفل في كل سنة، ويقلل من نسبة عدد غير الملتحقين إلى المدرسة بسبب فقر الدم المرض وسوء التغذية، ويكلف فقط خمسة وعشرين سنتًا لزيادة الملتحقين بالمدرسة من خلال بناء المدارس.
يقول الاقتصاديون في الأمم المتحدة أن البنية الجيدة كالطرق وشبكات المعلومات، تساعد في نجاح إصلاحات السوق. تدعي الصين أنها تستثمر في السكك الحديدية، والطرق والموانئ والهواتف الريفية في البلدان الأفريقية كجزء من صيغتها للتنمية الاقتصادية. كانت تقنية المحرك البخاري هي السبب في الأصل في هذا الانخفاض الكبير في مستويات الفقر. تجلب تقنية الهاتف المحمول السوق للقطاعات الفقيرة أو الريفية. يمكن للمزارعين مع توافر المعلومات التي يحتاجونها أن ينتجوا محاصيل معينة ويبيعوها للمشترين بأفضل الأسعار.
تساعد هذه التقنية أيضًا في تحقيق الحرية الاقتصادية من خلال جعل الخدمات المالية في متناول الفقراء. أولئك الذين يعيشون في مناطق فقيرة يعلقون أهمية كبيرة على امتلاك مكان يستطيعون فيه حفظ أموالهم، أكثر بكثير من الحصول على القروض. يتم أيضًا إنفاق جزء كبير من قروض التمويل الصغير على منتجات يمكن عادة سداداها من خلال حساب جاري أو حساب توفير. تعالج البنوك الخلوية مشكلة التنظيم الشديد والصيانة المكلفة لحسابات التوفير. يمكن أن تصل قيمة الخدمات المالية المتنقلة في العالم النامي، المتقدم عن العالم المتطور فيما يتعلق بهذا الصدد، إلى نحو 5 مليارات دولار بحلول عام 2012. أطلقت إم-بيسا التابعة لسفاريكوم واحدًا من أول الأنظمة التي تتلقى فيها شبكة من العملاء معظمهم من أصحاب المتاجر، بدلًا من الفروع المصرفية، الودائع نقدًا وتحولها إلى حساب افتراضي على هواتف الزبائن. يمكن تحويل المال بين الهواتف المحمولة وإعادته نقدًا من خلال دفع عمولة صغيرة، مما يجعل التحويلات أكثر أمانًا.
من ناحية ثانية، أظهرت العديد من الدراسات الأكاديمية أن الهواتف المحمولة لا تمتلك سوى تأثير محدود على الحد من الفقر عندما لا تكون مصحوبة بتطوير البنية الأساسية الأخرى.

## التوظيف والإنتاجيّة
النمو الاقتصادي لديه القدرة غير المباشرة للتخفيف من حدّة الفقر، نتيجة للزيادات المتزامنة في فرص العمل وإنتاجيّة العمالة. وجدت دراسة قام بها الباحثون بمعهد ما وراء البحار للتنمية في 24 دولة شهدت نموّاً اقتصاديّاً، تم تخفيف الفقر في 18 دولة منها. ومع ذلك، فإن العمالة ليست ضمانة للهروب من الفقر، وتشير تقديرات منظمّة العمل الدوليّة إلى أن ما يصل إلى 40% من العمال هم فقراء، ولا يكسبون ما يكفي لإبقاء عائلاتهم فوق خط الفقر الذي يبلغ دولارين في اليوم. على سبيل المثال، في الهند معظم الفقراء هم من العمال، لأن وظائفهم غير آمنة ومنخفضة الدخل ولا تقدّم أي فرصة لتجميع الثروة من أجل تجنب المخاطر والفقر.

## النمو مقابل تدخّل الدولة
نظرت مقالة بحثيّة للبنك الدولي عام 2012 بعنوان «منظور مقارن للحد من الفقر في البرازيل والصين والهند» في استراتيجيّات الدّول الثلاث وتحدّياتها ونجاحاتها النسبيّة. وخلال فترات الإصلاح، خفّض هؤلاء الثلاثة معدّلات الفقر لديهم ولكن من خلال مزيج مختلف من الطرق. استخدم التقرير خطّ فقرٍ موحّد قدره 1.29 دولار أمريكي للشخص الواحد في اليوم، عند شراء القدرة التكافليّة للاستهلاك في عام 2008. باستخدام هذا المقياس وتقييم الفترة بين عامي1981 و2005، انخفض معدّل الفقر في الصين من 84% إلى 18%؛ في الهند من 80% إلى 42%؛ وفي البرازيل من 17% إلى 8%.
العمل معاً لإنهاء الفقر مسمار واحد في كل مرّة، «تي شيرت الذكرى السنويّة الخمسين للمسيرة في واشنطن من أجل الوظائف والحرّيّة».
دور التعليم وبناء المهارات كسلف للتنمية الاقتصادية
التعليم العام العالمي له دور في إعداد الشباب للمهارات الأكاديميّة الأساسيّة وربّما العديد من المهارات التجاريّة. من الواضح أن التلمذة الصناعيّة تبني المهارات التجاريّة اللازمة. إذا كان من الممكن الجمع بين كميّات متواضعة من النقد والأرض مع قدر من المهارات الزراعيّة في مناخ معتدل، فإن الكفاف يمكن أن يفسح الطريق أمام ثروة اجتماعيّة متواضعة. كما يسمح تعليم المرأة بتقليص حجم الأسرة- وهو حدث هام للحد من الفقر بحدّ ذاته. في حين أن جميع المكوّنات المذكورة أعلاه ضروريّة، فإن جزء من التعليم يتعلّق بمجموعة متنوّعة من المهارات اللازمة لبناء وصيانة البنية التحتيّة لمجنمع نامٍ (ناجٍ من الفقر) كالبناء والتجارة والسباكة والكهرباء، بالإضافة إلى المهارات الميكانيكيّة.

## تمكين المرأة
لقد أصبح تمكين المرأة مؤخّراً مجالاً هامّاً فيما يتعلّق بالتنمية والاقتصاد؛ ومع ذلك، غالباً ينظر إليه على أنّه موضوع يتناول فقط عدم المساواة بين الجنسين. ولأن النساء والرجال يعانون من الفقر بشكل مختلف، فإنّهم يحتفظون بأولويّات مختلفة للحدّ من الفقر، ويتأثّرون بشكل مختلف بالتدخّلات الإنمائيّة واستراتيجيّات الحدّ من الفقر. واستجابةً للظاهرة الاجتماعيّة المعروفة باسم تأنيث الفقر، بدأت السياسة الرامية إلى الحدّ من الفقر تتناول النساء الفقيرات بشكل منفصل عن الرجال الفقراء. وبالإضافة إلى إثارة التدّخلات المتعلّقة بالفقر، فقد أوضحت البحوث التي أجراها البنك الدولي وجود علاقة بين زيادة المساواة بين الجنسين وزيادة الحدّ من الفقر والنمو الاقتصادي، مما يوحي بأنّ تعزيز المساواة بين الجنسين من خلال تمكين المرأة يمثّل استراتيجيّة ذات أهميّة نوعيّة للحدّ من الفقر.